# Bayerns regeringschefer
Dette er en liste over regeringschefer i Bayern siden 1695. 

## Geheimerådskanslere
- 1695 – 1704 Johann Rudolf von Wämpl
- 1704 – 1714 Ledig
- 1714 – 3. marts 1726 zu ergänzen
- 3. marts 1726 – 6. marts 1749 Franz Xaver Josef Freiherr von Unertl
- 1749 – 1758 Freiherr von Praidlohn
- 20. september 1758 – 21. oktober 1790 Wiguläus Xaverius Aloysius Freiherr von Kreittmayr

## Udenrigsministre/Ministre for det kongelige hus
- 1745 – 18. november 1777 Franz Joseph Freiherr und Graf von Berchem
- 1777 – 1799 Matthäus Graf von Vieregg
- 21. februar 1799 – 2. februar 1817 Maximilian Joseph Graf von Montgelas
- 2. februar 1817 – oktober 1825 Heinrich Aloys Graf von Reigersberg
- Oktober 1825 – 2. januar 1832 Georg Friedrich Freiherr von Zentner
- 2. januar 1832 – 1. november 1837 Friedrich August Koch eller
- 31. december 1831 – 25. oktober 1837 Ludwig Kraft Ernst Fürst von Öttingen-Wallerstein (1791-1870) (som indenrigsminister)
- 1. november 1837 – 1. marts 1847 Karl von Abel
- 1. marts 1847 – 1. december 1847 Friedrich August Karl Maria Philipp Joseph Freiherr von Zu Rhein
- 1. december 1847 – 14. marts 1848 Ludwig Fürst von Öttingen-Wallerstein
- 14. marts 1848 – 29. april 1848 Klemens August Graf von Waldkirch (amtierend)
- 29. april 1848 – 18. april 1849 Otto Camillus Hugo Graf von Bray-Steinburg

## Formænd for ministerrådet i Kongeriget Bayern
- 1849 – 1859 Karl Ludwig Heinrich Freiherr von der Pfordten
- 1859 – 1864 Karl Ignaz Freiherr von Schrenck von Notzing
- 1864 Max Ritter von Neumayr (amtierend)
- 1864 – 1866 Karl Ludwig Heinrich Freiherr von der Pfordten
- 1866 – 1870 Chlodwig Karl Viktor Fürst zu Hohenlohe-Schillingsfürst, Fürst von Ratibor und Corvey
- 1870 – 1871 Otto Camillus Hugo Graf von Bray-Steinburg
- 1871 – 1872 Friedrich Freiherr von Hegnenberg-Dux
- 1872 – 1880 Adolph von Pfretzschner
- 1880 – 1890 Johann Freiherr (1884) von Lutz
- 1890 – 1903 Krafft Graf von Crailsheim
- 1903 – 1912 Clemens Freiherr (1911: Graf) von Podewils-Dürnitz
- 1912 – 1917 Georg Friedrich Freiherr (1914: Graf) von Hertling
- 1917 – 1918 Otto Ritter von Dandl

## Fristaten Bayerns ministerpræsidenter siden1918
- 8. november 1918 til 21. februar 1919: Kurt Eisner, USPD
- 1. marts 1919 til 16. marts 1919: Martin Segitz, SPD
- 17. marts 1919 til 14. marts 1920: Johannes Hoffmann, SPD
- 16. marts 1920 til 11. september 1921: Gustav Ritter von Kahr, partiløs
- 21. september 1921 til 2. november 1922: Hugo Graf von und zu Lerchenfeld auf Köfering und Schönberg, BVP
- 8. november 1922 til 1924: Eugen Ritter von Knilling, partiløs
- 1924 til 15. marts 1933: Heinrich Held, BVP
- 16. marts 1933 til 12. april 1933: Franz Xaver Ritter von Epp, NSDAP, udnævnt
- 12. april 1933 til 1. november 1942: Ludwig Siebert, NSDAP, udnævnt
- 2. november 1942 til 28. april 1945: Paul Giesler, NSDAP, udnævnt
- 21. december 1946–1954: Hans Ehard, CSU
- 14. december 1954–1957: Wilhelm Hoegner, SPD
- 16. oktober 1957–1960: Hanns Seidel, CSU
- 26. januar 1960–1962: Hans Ehard, CSU
- 11. december 1962–1978: Alfons Goppel, CSU
- 7. november 1978–1988: Franz Josef Strauß, CSU
- 19. oktober 1988–1993: Max Streibl, CSU
- 17. juni 1993–29. september 2007: Edmund Stoiber, CSU
- 9. oktober 2007–27. oktober 2008: Günther Beckstein, CSU
- 27. oktober 2008–14. marts 2018: Horst Seehofer, CSU
- siden 16. marts 2018: Markus Söder, CSU